# マンフレット・シュミット
マンフレット・シュミット（Manfred Schmid、1944年6月6日 - ）は1960年代中頃から1970年代後半にかけて競技に参加したオーストリアのリュージュ選手である。
彼は冬季オリンピックに4回出場し1968年のグルノーブルオリンピックでは一人乗りで金メダル、二人乗りで銀メダルを獲得する活躍を見せた。1969年と1970年のリュージュ世界選手権では二人乗り連覇を果たしている。
シュタイアーマルク州Liezen出身。